# 歌川国利
歌川 国利（うたがわ くにとし、弘化4年〈1847年〉 - 明治32年〈1899年〉9月7日）とは、明治時代の浮世絵師。

## 来歴
三代目歌川豊国の門人。三代目豊国没後は二代目歌川国貞の門人となる。本姓は山村、名は清助。歌川の画姓を称し、国登志、梅寿、梅翁、梅翁道人と号す。屋号は三河屋。明治17年からは楳樹邦年とも称した。神田小川町35に住む。作画期は慶応から明治29年頃にかけてで、明治7年（1874年）頃から銀座の風景、鉄道馬車、三井銀行などの名所絵の他、開化絵、切組絵、風俗画、また銅版の地図も描いている。享年53。墓所は東京都台東区元浅草永住町の観蔵院、法名は秋風国利信士。

## 作品
- 「開化名勝図之内　横浜高嶋町神風楼」　大判錦絵
- 「尾張屋二階乃図」　大判錦絵3枚続　※慶応3年。人物を二代目国貞、背景を国利が描く。
- 「東京名所之内日比谷操練場陸軍大練兵之図」　大判錦絵3枚続　※明治10年
- 「開化名勝之内　横浜本町時計台」　大判錦絵揃物の内　※明治11年
- 「改正横浜明細全図折畳地図」　※明治11年
- 「東京名所」　横大判揃物　※明治10 - 14年
- 「東京名所上野博覧会一覧」　大判錦絵3枚続　※明治14年
- 「世界転覆奇談」　大判錦絵2枚続　※明治14年
- 「新橋馬車通行之図」　大判錦絵3枚続　※明治15年
- 「東京銘勝会　銀座通鉄道馬車」　大判錦絵揃物の内　江戸東京博物館所蔵　※明治19年
- 「東京名勝図会」　大判錦絵揃物　※明治21年より
- 「東京名勝清涼　上野公園清水堂」　大判錦絵揃物の内　江戸東京博物館所蔵　※明治22年 - 29年
- 「憲法発布鳳輦還幸」　大判錦絵3枚続　※明治22年
- 「東京市街鉄道馬車往復之図並ニ名所一覧」　大判錦絵3枚続　江戸東京博物館所蔵　※明治23年
- 「現今支那国事情」　大判錦絵3枚続　※明治27年
- 「福神宝之蔵入」　錦絵